# Castillo de Iznalloz
El castillo de Iznalloz se encuentra situado en la parte alta de la localidad de Iznalloz, en la provincia de Granada, comunidad autónoma de Andalucía, España. Solo quedan algunos restos arquitectónicos y se encuentra adosado a un buen número de viviendas, construidas en la segunda mitad del siglo XX, pues en fotografías antiguas los restos se ven exentos.

## Descripción
Los restos que se mantienen incluyen una torre, construida parte en tapial y el resto en mampostería enripiada. El tapial ocupa un paño de 4,20 m de largo, sobre una base de mampuesto de unos 3,36 m. También se mantiene un bastión compuesto de dos torres superpuestas, a diferente nivel; la menor con obra en tapial y mampostería, y la mayor solo en mampuesto. Al parecer, una intervención no controlada en 1994, supuso una fuerte agresión constructiva.

## Historia
Se han identificado restos de enterramientos argáricos en solares situados en la falda del cerro, lo que indica una temprana ocupación de la zona. En época nazarí la comarca de Iznalloz adquirió gran importancia como frontera defensiva, lo que facilitó la construcción de diversas fortalezxas, incluida esta, reforzada por un sistema de torres ópticas. La técnica constructiva, con vedugadas de piedra separando los cajones de tapial, es claramente nazarí. Al parecer, originalmente constaba de un doble recinto defensivo, con murallas que rodeaban toda la población, aunque actualmente no quedan más restos que los indicados.